# Рипли, Артур
Артур Рипли (англ. Arthur Ripley, полное имя — Arthur DeWitt Ripley) (12 января 1897 года — 13 февраля 1961 года) — американский киносценарист, монтажёр, режиссёр и продюсер.
Артур Рипли начал карьеру в кино в качестве ученика на студии «Калем Пикчерс», после чего поработал на нескольких студиях, включая «Витараграф» и «Метро». В 1920-30-е годы Рипли сделал себе имя как сценарист короткометражных комедий с участием Харри Лэнгдона.
В 1940-е годы Рипли в качестве режиссёра поставил несколько фильмов, наиболее значимыми среди которых стали фильмы нуар «Голос на ветру» (1944) и «Погоня» (1946), насколько позднее — «Дорога грома» (1958).
В 1940-е годы он также был и продюсером, а позднее стал одним из основателей Центра кино Калифорнийского университета в Лос-Анджелесе.

## Биография

### Работа в кино в 1916-33 годы
Артур Рипли родился 12 января 1897 года в Нью-Йорке.
Уже с ранних лет Рипли хотел попасть в шоу-бизнес, по собственной инициативе занимаясь музыкой и танцами. В 14 лет Рипли получил работу на киностудии «Калем филм», а к 17 годам он стал монтажёром фильмов на студии «Витаграф».
В 1916 году режиссёр Рекс Инграм привёл Рипли в Голливуд, где тот стал работать в отделе монтажа студии «Юнивёрсал». Одним из самых трудных и значимых заданий Рипли на этом этапе стало сокращение сверхдлинного фильма Эриха фон Штрогейма «Глупые жёны» (1922) с шести часов, как его запланировал режиссёр, до двух часов, как решило руководство студии.
В 1923 году Рипли перешёл на студию Мака Сеннетта в качестве автора комедий, «где придумал и разработал несколько чрезвычайно смешных гэгов и сюжетных идей, которые когда-либо выходили с этой студии». В том же году Сеннетт пригласил для работы на студию популярного «водевильного комика с детским лицом» Харри Лэнгдона и дал своим авторам задание разработать для него экранный образ. Рипли и его коллега по сценарному отделу Фрэнк Капра сочинили великолепные сюжетные линии для Лэнгдона, и вскоре двухчастные комедии с участием актёра стали чрезвычайно популярны. В течение следующих нескольких лет Сеннетт штамповал фильм за фильмом с Лэнгдоном, сценарии которых писали Рипли и Капра, а ставил режиссёр Гарри Эдвардс. Последним фильмом в этой серии стал «Субботний день» (1926), который вышел в трёх частях.
Когда в 1926 году Лэнгдон ушёл от Сеннетта и создал собственную продюсерскую компанию, он взял с собой Рипли, Капру и Эдвардса. Их первой картиной на новой студии стал «Бродяга, бродяга, бродяга» (1926), которая стала большим хитом. После этого фильма Эдвардс ушёл, а режиссёром стал Капра, оставаясь сценаристом вместе с Рипли. Капра поставил два следующих фильма — бессмертную классику «Сильный человек» (1926) и ещё один успешный фильм «Длинные штаны» (1927). После этого Лэнгдон решил, что сам сможет ставить свои фильмы. Первой режиссёрской работой Лэнгдона стал фильм «Трое — это толпа» (1927), в работе над сценарием и постановкой которого принимал участие Рипли. Этот фильм и два последующих потерпели творческий и финансовый провал, что вынудило Рипли вернуться к Сеннетту, где он проработал до закрытия студии в 1933 году. В этот период Рипли поставил, в частности, два короткометражных фильма с участием популярного комика У. К. Филдса — «Фармацевт» и «Парикмахерская» (оба — 1933).
После этого Рипли перешёл в только что сформированный отдел короткометражных фильмов студии «Коламбиа», где одним из его первых проектов стал запуск новой серии короткометражек с Харри Лэнгдоном, «который к тому времени уже считался человеком из прошлого».

### Работа в кино в 1935-46 годы
После ухода с «Коламбиа» в 1935 году Рипли пытался найти режиссёрскую работу на других студиях, «однако его творческие устремлении остро контрастировали с менталитетом сборочного конвейера, господствовавшим в Голливуде».
Первым звуковым фильмом, поставленным Рипли совместно с бродвейским режиссёром Джошуа Логаном, была мелодрама «Я снова встретила свою любовь» (1938), главные роли в которой сыграли Джоан Беннетт и Генри Фонда.
По характеру Рипли был «независимым скитальцем», зачастую он отдалялся от людей, которые могли бы помочь ему в его карьере. В итоге он смог найти финансирование для своего следующего фильма лишь шесть лет спустя. «Его режиссёрские работы 1940-х годов, „Голос на ветру“ (1944) и „Погоня“ (1946), стали увлекательными, но доступными немногим произведениями, в результате ни тот, ни другой фильм не пробился к массовой аудитории».
В 1944 году Рипли стал продюсером, автором сценария и режиссёром нуаровой мелодрамы «Голос на ветру» (1944), которая рассказывала о чешском пианисте (Френсис Ледерер), который после нацистских пыток страдает провалами памяти. Под новым именем он переселяется в Гваделупу, где попадает на работу в сомнительное заведение, нелегально переправляющее беженцев. В кризисный момент к герою возвращается память, и он возвращается на родину к тяжело больной жене, встречая смерть вместе с ней.
Лучшей кинематографической работой Рипли является поставленный по роману Корнелла Вулрича фильм нуар «Погоня» (1946). Действие картины происходит в Майами, где обнищавший ветеран войны Скотти (Роберт Каммингс) поступает на службу в качестве шофёра к мафиозному боссу (Стив Кокран). Вскоре он влюбляется в жену босса Лорну (Мишель Морган) и бежит с ней в Гавану, где её убивают, а его подставляют в качестве убийцы. В этот момент Скотти пробуждается, но ничего не может вспомнить о своём прошлом, в частности, почему он одет в шофёрскую униформу. Тем временем его босс узнаёт о том, что Лорна влюблена в Скотти, и собирается с ним бежать. Он бросается за парочкой в погоню… Как отмечает кинокритик Крейг Батлер, «многие поклонники фильма нуар высоко ценят „Погоню“ за великолепную передачу призрачности происходящего; и действительно, часть фильма является сном, и переход из сна в реальности является фирменной чертой фильма. Благодаря великолепной экспрессионистской операторской работе,… „Погоня“ становится кошмаром, ставшим реальностью, и как и большинство кошмаров, некоторым людям его тяжело принять… Однако созданная Артуром Рипли атмосфера крайне необычна и оставляет сильное впечатление».
В 1949 году Рипли принимал участие в постановке приключенческого фильма «Русалки Атлантиды», однако его вклад в работу не был отражён в титрах. В 1952-59 годах Рипли работал в качестве режиссёра и продюсера различных второстепенных телесериалов.
Рипли вернулся в большое кино ещё только один раз, когда «по личной просьбе кинозвезды Роберта Митчема поставил свой последний фильм, мрачную нуаровую драму „Дорога грома“ (1958)» о семье независимых производителей нелегального виски в Кентукки и их борьбе с местной мафией за свой бизнес, главные роли в картине исполнили Митчем (который был также автором истории и продюсером) и его сын Джеймс. «Состоящий из сцен автомобильных погонь, насилия, музыки и ещё погонь», фильм стал культовой классикой в 1970-80-е годы, «хотя его более глубокий смысл доступен далеко самым опытным знатокам семиотики».

### Академическая карьера
«Сытый по горло Голливудом, Рипли ушёл в научную деятельность, приняв участие в создании Центра кино при Калифорнийском университете в Лос-Анджелесе, где он стал влиятельным педагогом и руководителем». Несмотря на то, что его фильм «Дорога грома» (1958) добился успеха, «отчаянно независимый Рипли отказался от предложений работать в кино и сосредоточился на своей работе в Центре кино вплоть до своей смерти в 1961 году».
Артур Рипли умер 13 февраля 1961 года в Лос-Анджелесе.

## Фильмография

### Режиссёрские работы. Полнометражные фильмы
- 1920 — Под именем Джимми Валентайн / Alias Jimmy Valentine
- 1928 — Сердечная проблема / Heart Trouble
- 1938 — Я снова встретила свою любовь / I Met My Love Again
- 1942 — Узник Японии / Prisoner of Japan
- 1944 — Голос на ветру / Voice in the Wind
- 1946 — Погоня / The Chase
- 1949 — Русалки Атлантиды / Siren of Atlantis
- 1958 — Дорога грома / Thunder Road